# Csanádalberti
Csanádalberti é um município da Hungria, situado no condado de Csongrád-Csanád. Tem 15,32 km² de área e sua população em 2019 foi estimada em 425 habitantes.